# Bartolomeo Pisani
Bartolomeo Pisani, né en 1811 et mort en 1876, est un musicien italien, directeur de la musique de l'Empire ottoman en 1858, durant le sultanat d'Abdülmecid Ier, 1839-1861.

## Œuvres
- Una lágrima sobre la tumba del sultán Abdul Medjid (Marche funéraire en fa mineur), 1861[3].